# Cerqueira César
Cerqueira César este un oraș în São Paulo (SP), Brazilia.